# Municipio de Central (condado de Madison)
El municipio de Central (en inglés: Central Township) es un municipio ubicado en el condado de Madison en el estado estadounidense de Misuri. En el año 2010 tenía una población de 487 habitantes y una densidad poblacional de 3,86 personas por km².

## Geografía
El municipio de Central se encuentra ubicado en las coordenadas 37°26′10″N 90°22′25″O / 37.43611, -90.37361. Según la Oficina del Censo de los Estados Unidos, el municipio tiene una superficie total de 126 km², de la cual 125,63 km² corresponden a tierra firme y (0,3 %) 0,38 km² es agua.

## Demografía
Según el censo de 2010, había 487 personas residiendo en el municipio de Central. La densidad de población era de 3,86 hab./km². De los 487 habitantes, el municipio de Central estaba compuesto por el 92,81 % blancos, el 0,21 % eran amerindios, el 5,95 % eran de otras razas y el 1,03 % eran de una mezcla de razas. Del total de la población el 8,01 % eran hispanos o latinos de cualquier raza.